# Borggård
Borggård is een plaats in de gemeente Finspång in het landschap Östergötland en de provincie Östergötlands län in Zweden. De plaats heeft 252 inwoners (2005) en een oppervlakte van 43 hectare.

## Verkeer en vervoer
Bij de plaats loopt de Riksväg 51.